# کتابخانه‌های نیشابور
نیشابور یکی از مراکز کتابخانه‌های تمدن اسلامی در دورهٔ تاریخی میانه سده سوم تا حمله مغول به سلطنت خوارزمشاه بوده‌است. این مرکز از شهرهای شرق اسلامی بوده که در دوره‌هایی از تاریخ اسلامی در علوم و توسعه آن جایگاهی ممتاز داشته. توجه دانشمندان بزرگ به این شهر و اقامت در آن، نیشابور را به یکی از مهم‌ترین مراکز علمی آن دوران تبدیل کرد. این دانشمندان بزرگ معمولاً رئیس یا مدیر یکی از کتابخانه‌های نیشابور بوده‌اند. کتابخانه‌های نیشابور در گذشته همانند شهرهای دیگر تمدن اسلامی در کنار یکی از مدرسه‌ها یا مسجدهای بزرگ بنیان می‌شده‌است. معمولاً هر یک از این مدرسه‌ها و مسجدها متعلق به مذهب، مکتب یا فرد سرشناسی بوده و مراجعه کنندگان نیز گروه مربوطه بوده‌اند، مانند کتابخانه شوافع که ویژهٔ شافعیان بوده‌است. کتابخانه‌های نیشابور در این دوره «مکتبة» نیز نامیده می‌شد.
از جمله کتابخانه‌های مشهور نیشابور، کتابخانه صابونی نیشابور و کتابخانه دانشگاه دارالاسته نیشابور در قرن چهارم بسیار معروف و مشهور بوده‌است. از دیگر کتابخانه‌های معروف نیشابور قدیم کتابخانه نظامیه، کتابخانه شخصی محمد غزالی، کتابخانه مسجد عقیل با پنج هزار کتاب و کتابخانه مدرسه سعدیه نیشابور و کتابخانه مدرسه بیهقیه نیشابور که ابوالحسن بیهقی در قرن چهارم ایجاد کرده‌است، معروف و مشهور بوده‌است. از کتابخانه‌های نیشابور قدیم اثری برجای نمانده‌است. در بین آثار مکشوفه در پژوهش‌های باستان‌شناسی در نیشابور اثری از ساختمان کتابخانه‌های قدیم نیشابور یا حتی آثار مکتوب تا کنون پیدا نشده‌است.

## گذشته

### کتابخانه الصابونی
در منابع تاریخی یاد شده‌است ولی‌الدوله خلف بن احمد صفاری, امیرِ صفاریِ سیستان (نوه دختری عمرو بن لیث), از دانشمندان ایران درخواست کرد که تمام کتاب‌ها و نسخه‌های مربوط به علوم قرآنی را جمع‌آوری و دسته‌بندی کنند، یک دسته از این کتاب‌ها صد جلد را شامل می‌شده‌است. خلف بن احمد ۲۰هزار دینار برای این کار که مقدمهٔ تأسیس کتابخانه صابونی در نیشابور بوده‌است هزینه کرد. تمام این کتاب‌ها در کتابخانه الصابونی نیشابور نگهداری و مورد بررسی قرار می‌گرفت. در شرح حال بسیاری از دانشمندان علوم قرآنی ذکر شده‌است که از کتاب‌های کتابخانه الصابونی نیشابور بهره‌مند شده‌اند. این کتابخانه در حمله مغول به نیشابور نابود شد.

### کتابخانه الشجری
مسعود بن ناصر الشجری (وفات در سال ۴۷۷ هـ) در جوار مدرسه و مسجد عقیل در نیشابور این کتابخانه را ساخت. این کتابخانه کتاب‌های نفیس و مهم را شامل می‌شده‌است.

### کتابخانه مدرسهٔ السعدیّة
این کتابخانه از اقدامات عمرانی امیر نیشابور در دوره سلطنت محمود غزنوی ابونصر بن سبکتکین (برادر سلطان محمود غزنوی) بوده‌است.

### کتابخانه أبی سعید
این کتابخانه را ابو سعید اسماعیل بن علی بن منشی استرآبادی دانشمند و عارف اهل نیشابور پس از ساخت مدرسه‌ای در جوارش ساخت.

### کتابخانه مدرسة البیهقیه
این کتابخانه پس از ساخت مدرسه بیهقیه (که پیش از نظامیه نیشابور بنیان گردید) توسط ابوالحسن بیهقی ساخته شد. این کتابخانه یکی از مراکز مناظره و مباحثه بین دانشمندان و دانشجویان نیز بوده‌است.

### کتابخانه مدرسه الشوافع
این کتابخانه و مدرسهٔ آن (مدرسه شوافع=شافعیان) یکی از کهن‌ترین مراکز آموزشی ایران به‌شمار می‌رود که با حمله مغول به نیشابور یا پیش از آن نابود گشت. کتاب‌های این کتابخانه مربوط به مذهب شافعی و علوم اسلامی بوده‌است. ابوعلی دقاق و عبدالکریم قشیری از دانش آموختگان این مدرسه و مراجعه کنندگان به این کتابخانه بوده‌اند.

## امروزه

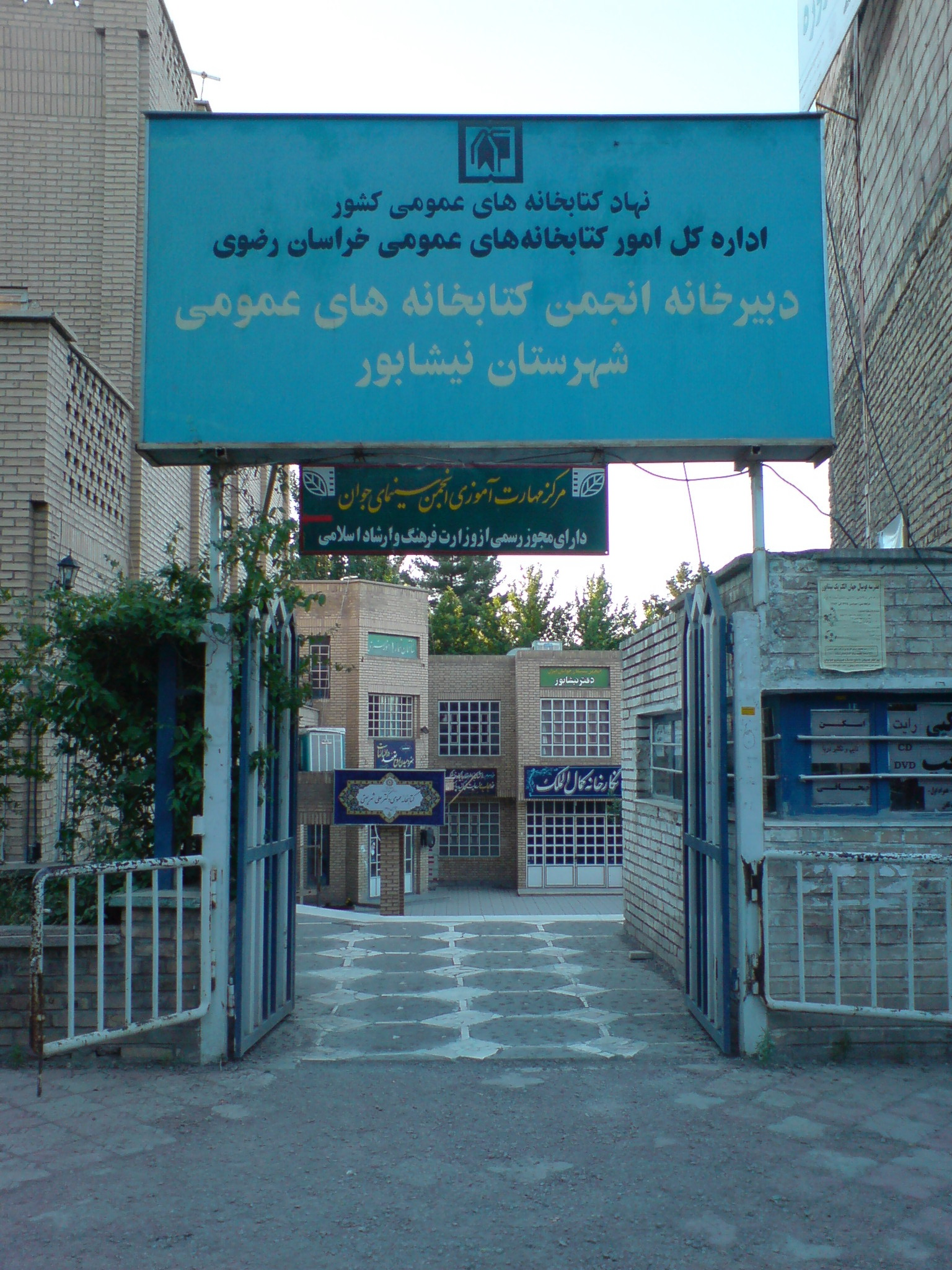
درگاهِ کتابخانهٔ شریعتی نیشابور

امروزه چهار کتابخانهٔ مهم در شهر نیشابور و ده کتابخانه در شهرستان نیشابور فعال است که این تعداد قابل قیاس با کتابخانه‌های نیشابور در گذشته نیست. یکی از انتقادها به مدیریت این کتابخانه عدم توجه به آثار مشاهیر نیشابور است. بسیاری از آثار مشاهیر نیشابور و ایران در کتابخانه‌های کشورهای دیگر وجود دارد. با این حال کتابخانه‌های نیشابور مقام نخست استان خراسان رضوی را در تعداد مراجعان به خود اختصاص داده‌اند. تعداد اعضای کتابخانه‌های نیشابور در سال ۱۳۸۵ شمسی ۸۸۵۰ نفر و تعداد کتاب‌ها ۸۴٫۷۷۸ جلد کتاب اعلام شد. سالانه چند بار نمایشگاه‌های کتاب در نیشابور برگزار می‌شود. کتابخانه‌های شهر و شهرستان نیشابور عمومی اند و تعدادی از آن‌ها در مسجدها یا مراکز آموزشی قرار دارند.
«کتابخانهٔ عمومی دکتر علی شریعتی» یکی از کتابخانه‌های مهم نیشابور است که به عنوان نخستین کتابخانه استان خراسان دارای بخش نابینایان معرفی شده‌است که در حال حاضر ۷۰ نفر عضو فعال این بخش هستند و از خدمات آن استفاده می‌کنند. بر اساس آمارهای ماهانه موجود در کتابخانه‌ها، کتابخانه دکتر علی شریعتی نیشابور به عنوان پر مراجعه کننده‌ترین کتابخانه در استان خراسان رضوی شناخته می‌شود. این کتابخانه که به عنوان کتابخانه مرکزی شهرستان نیشابور نیز فعالیت می‌کند و در مرکز شهر می‌باشد، روزانه پذیرای ۱۰۰۰نفر مراجعه‌کننده می‌باشد. این کتابخانه از نظر تعداد اعضا بعد از کتابخانه شهید باهنر مشهد در رتبه دوم قرار دارد.
در زندان نیشابور نیز کتابخانه‌ای با نام «کتابخانهٔ شهید مطهری» وجود دارد. این زندان جز معدود زندان‌های استان خراسان است که دارای کتابخانه‌است.
«کتابخانهٔ مرجان دوستی» کتابخانهٔ دانشگاه آزاد اسلامی واحد نیشابور است که توسط مرجان دوستی یکی از خیُران نیشابوری در سال ۱۳۶۴ با مجموعه‌ای حدود ۵۰۰ جلد کتاب تأسیس شده‌است.
در اسفند ماه سال ۱۳۸۹ شمسی عملیات ساخت «کتابخانه مرکزی نیشابور» پس از سال‌ها پیگیری و انتظار شروع شد. طرح ساخت کتابخانه مرکزی نیشابور به عنوان دومین پروژه عمرانی فرهنگی شهرستان از بودجه فرهنگی استان خراسان رضوی مصوب شده‌است.
دیگر کتابخانه‌ها:
- «کتابخانهٔ امام خمینی» در مسجد جامع نیشابور قرار دارد.
- «کتابخانهٔ نظیری نیشابوری» که در جنوب شهر نیشابور قرار دارد.[۱۰]
- «کتابخانهٔ کانون نجوم عمر خیام» یکی از کتابخانه‌های تخصصی در علم نجوم در نیشابور.[۱۱]
- «کتابخانهٔ وکیلی» بخشی از فرهنگسرای وکیلی نیشابور در خیابان عَلی‌اُف قرار دارد.
- «کتابخانهٔ الغدیر» زیر نظر اداره کتابخانه‌های عمومی شهرستان نیشابور[۱۲]